# Hadesina chloris
Hadesina chloris är en fjärilsart som beskrevs av W. Warren 1905. Hadesina chloris ingår i släktet Hadesina och familjen tandspinnare. Inga underarter finns listade i Catalogue of Life.